# Społeczność LGBT
Społeczność LGBT – społeczność lesbijek, gejów, osób biseksualnych, transpłciowych oraz organizacje i subkultury LGBT, które łączy wspólna kultura i ruchy społeczne.
Społeczności te na ogół celebrują dumę, różnorodność, indywidualność i seksualność. Działacze i socjologowie LGBT postrzegają budowanie społeczności LGBT jako przeciwwagę dla heteroseksizmu, homofobii, bifobii, transfobii, seksizmu i konformistycznych nacisków, które istnieją w szerszym społeczeństwie. Społeczność LGBT jest zróżnicowana pod względem przynależności politycznej. Nie wszystkie osoby, które są homoseksualne, biseksualne lub transpłciowe uważają się za część społeczności LGBT.

## Symbole
Społeczność LGBT jest często łączona z różnymi symbolami, takimi jak: tęcza oraz tęczowa flaga, lambda czy trójkąty (różowy i czarny). Oprócz tego powstało wiele flag symbolizujących różne podgrupy w społeczności LGBTQ+, spośród których najbardziej znane są flagi osób biseksualnych, osób transpłciowych oraz subkultury gay bear.

Tęczowa flaga — najpopularniejszy symbol społeczności LGBT
Flaga osób biseksualnych
Flaga osób transpłciowych
Flaga subkultury gay bear

## Zarys historii: płcie,gender, orientacje seksualne
Zjawisko homoseksualizmu, hermafrodytyzmu (zobacz też: interseks) a zwłaszcza biseksualizmu, funkcjonowało od początku istnienia ludzkości. Jakkolwiek współczesna nazwa LGBT, jako termin pojawiła się w literaturze fachowej stosunkowo niedawno, społeczność i zagadnienia związane z tą nazwą sięgają czasów antycznych. Temat ten opisany został w monumentalnej monografii opracowanej przez ponad stu naukowców z wielu czołowych uniwersytetów Ameryki Północnej i Europy. Jednak dopiero w połowie XX w. zaczęto je postrzegać jako alternatywny i równorzędny względem heteroseksualizmu wariant seksualności. Zmiana tej optyki bazowała nie tylko na wprowadzeniu obiektywnych badań empirycznych z zakresu psychologii, socjologii czy antropologii, ale także aktywności politycznej i społecznej samych osób LGBT. Umożliwiło to tym osobom wyjście z ukrycia i utworzenie regularnej społeczności, której znaczenie ulega rozszerzeniu i zyskuje coraz większą akceptację wśród heteroseksualnej części społeczeństwa. 19 grudnia 2008 r. Zgromadzenie Generalne ONZ przyjęło pierwszą w swej historii rezolucję wzywającą państwa członkowskie do uznania i gwarancji swobodnego rozwoju dla społeczności LGBT. Polska była jednym z sygnatariuszy tej rezolucji.
Jak wykazują badania antropologiczne, konstruowanie podziału na heteroseksualną większość i homoseksualną mniejszość nie jest obecne we wszystkich kulturach i epokach historycznych. Przykładem może być antyczna kultura europejska, w której uważano, że każdy ma potencjalne predyspozycje do uprawiania seksu z osobami tej samej i przeciwnej płci. W związku z tym mówienie o społeczności LGBT w takich kulturach bywa traktowane przez niektórych badaczy za nieadekwatne. Nie wyklucza to jednak opisywania samego zjawiska homoseksualizmu i osób homoseksualnych – jako takich, które wchodziły wyłącznie lub przede wszystkim w związki z osobą tej samej płci. Warto zaznaczyć, że prekursorskie prace na tematy seksualności w nowożytnych i współczesnych społecznościach prymitywnych napisał na początku XX w. polski antropolog Bronisław Malinowski. 

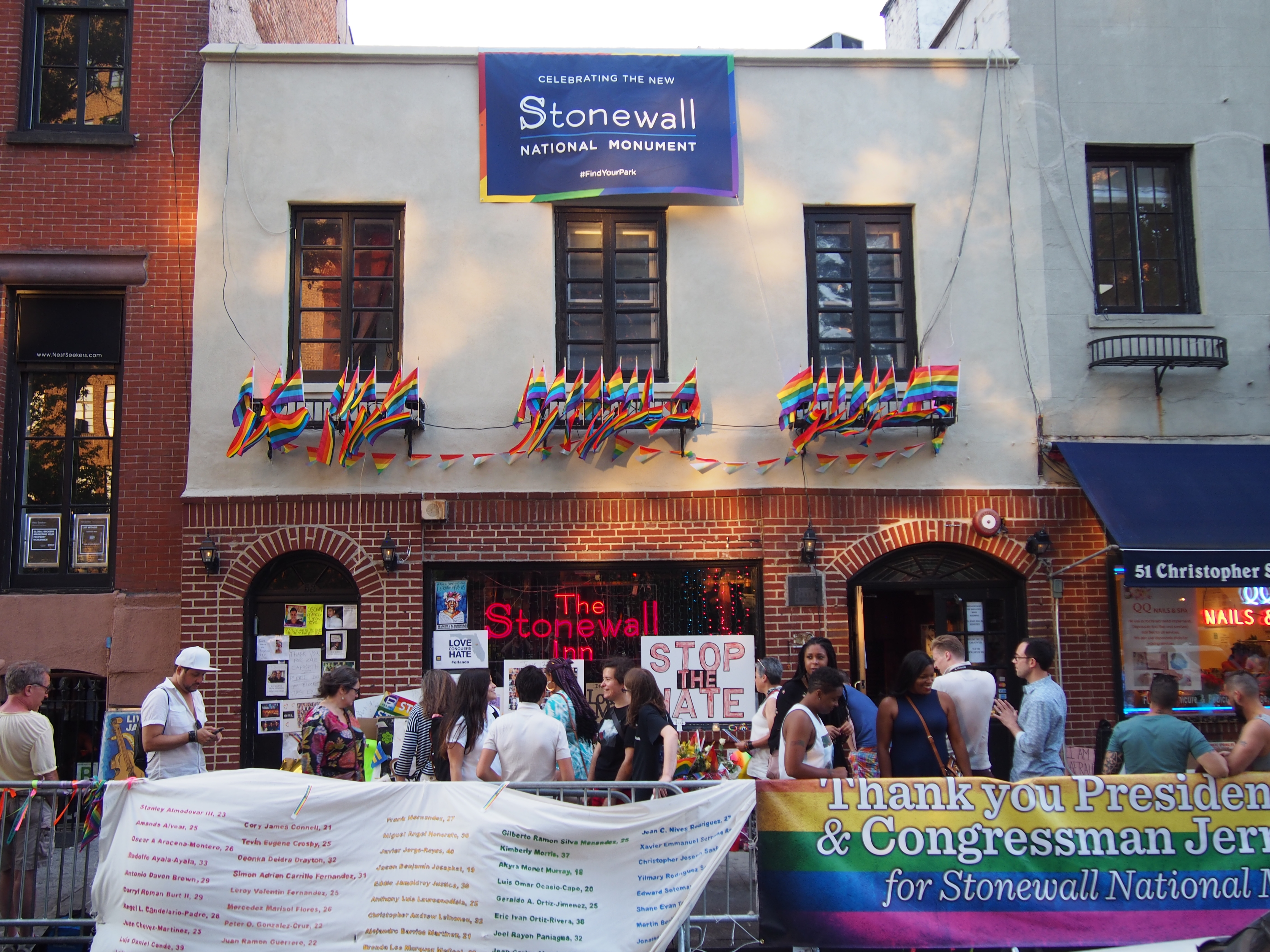
Stonewall Inn w gay village w Greenwich Village. Miejsce zamieszek, które zapoczątkowały ruch na rzecz praw osób LGBT

Zdaniem niektórych teoretyków kultury, stworzenie późno-nowoczesnej społeczności LGBT jest sposobem manifestacji przekonania, że homoseksualizm czy biseksualizm to zjawiska znajdujące się w obrębie normy seksualnej na równi z heteroseksualizmem. Heteronormatywna kultura stara się wykluczyć mniejszości seksualne z dyskursu społecznego, udając, że nie uczestniczą one w dyskursie. Aby tego dokonać, posługuje się mechanizmami przemocy, mającymi na celu wywołać w osobach LGBT poczucie wstydu i osąd, że ich orientacja seksualna jest czymś mniej wartościowym lub wręcz diabolicznym. Przykładem tego były powszechnie używane pejoratywne określenia osób LGBT (pedał, faggot i inne). Grupy silnie konserwatywne organizowały polityczne akcje pozbawienia uprawnień cywilnych dla społeczności LGBT.
Społeczność LGBT prezentuje antytezę tego przekonania stwierdzając (w oparciu o źródła psychologiczne), że homoseksualizm jest zjawiskiem równorzędnym względem heteroseksualizmu. Przedstawiciele społeczności pokazują, że nie wstydzą się swojej orientacji seksualnej, np. poprzez organizowanie marszów gay pride (gejowskiej dumy) czy parad równości. W ten sposób osoby te deregulują heteronormatywne założenie, że wśród uczestników dyskursu społecznego nie ma homoseksualistów, a on sam jest rodzajem degeneracji.
Konsolidacja społeczności LGBT sprawia, że staje się ona ważnym podmiotem, zauważanym na polu politycznym czy ekonomicznym. Partie polityczne określające siebie jako postępowe włączają w swe programy deklarację równouprawnienia osób LGBT – wychodząc w ten sposób naprzeciw postulatom społeczności. Obserwuje się także zainteresowanie siłą nabywczą mniejszości seksualnych, uwidaczniające się poprzez tworzenie reklam skierowanych do lesbijek i gejów (zob. pink dollar), lub otwieranie gay-friendly obiektów gastronomicznych lub innych punktów usługowych. Jak wykazują badania niektórych ekonomistów, wielkość społeczności LGBT w danym mieście koreluje z jego dynamiką rozwoju.

## Inne zagadnienia badań społeczności LGBT

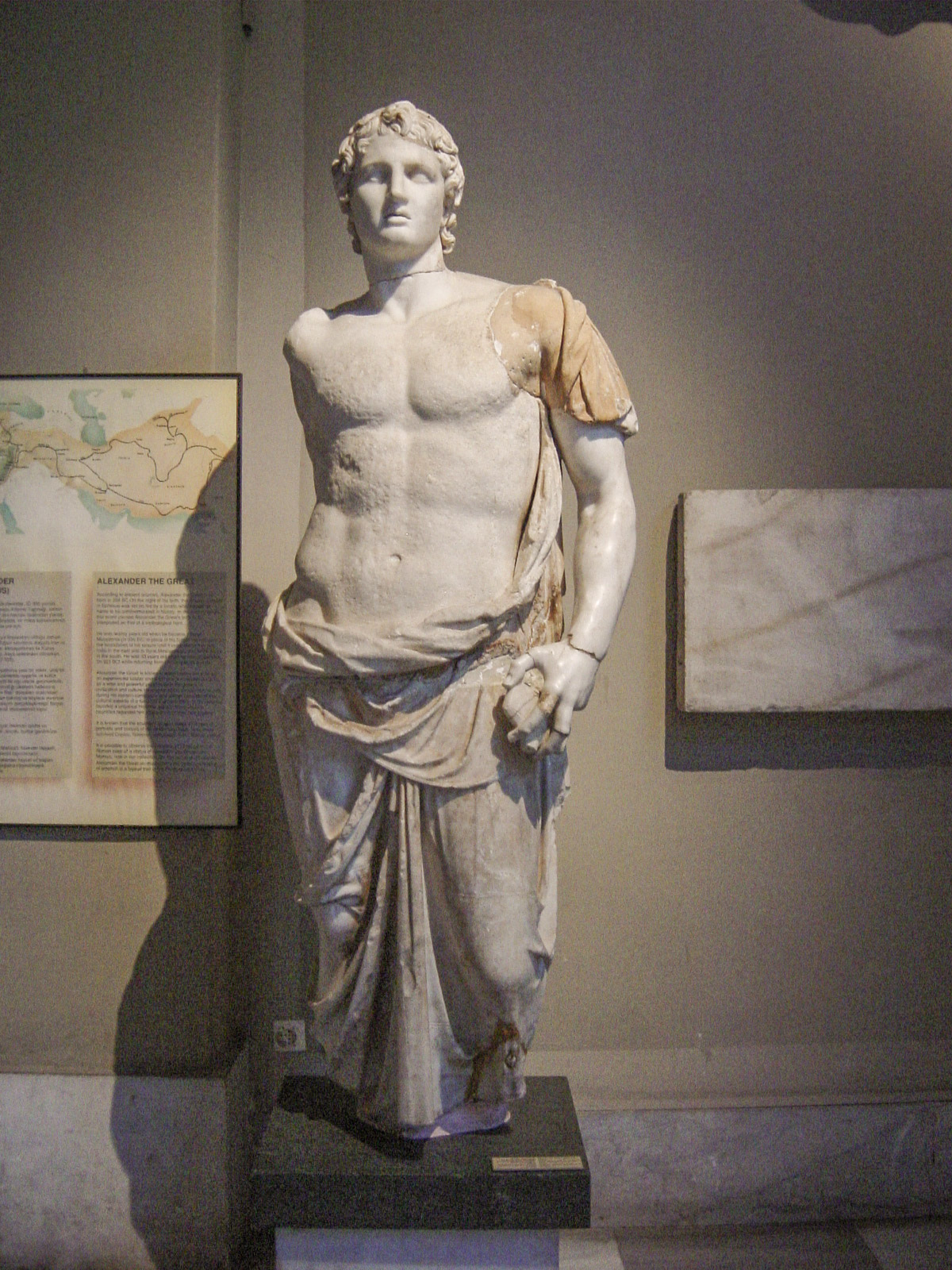
Aleksander Macedoński – przykład historycznych odwołań

Przy opisie wszelkiej społeczności lub grupy jednym z podstawowych narzędzi jest uporządkowanie i systematyzacja biografii osób z daną grupą związanych. Taka kategoryzacja biografii, zwłaszcza w stosunku do społeczności, które były, a w pewnych obszarach kulturowych dalej są, marginalizowane i prześladowane nasuwa pytania natury moralnej i historycznej. Tam, gdzie wiedza i badania historyczne wskazują na długie okresy penalizacji i zagrożenia bezpieczeństwa osób LGBT, brak często miarodajnych źródeł o orientacji seksualnej danej postaci. Pamiętać należy, że od czasów średniowiecza po czasy nam współczesne większość z tych osób nie ujawniała się wobec innych w obawie o bezpieczeństwo osobiste, bezpieczeństwo mienia, a w najłagodniejszej odmianie – ostracyzm socjalny. Badania historyków, a w dużej mierze też badaczy literatury opierają się wielokrotnie na źródłach pochodnych. Przykładem takiej kategoryzacji biografii mogą być prace historyków Luca Brissona z okresu antyku i Cristiana Berco z XVII wiecznej Hiszpanii, Najczęściej spotykane przykłady kategorii biograficznych w literaturze naukowej i opisach społeczności LGBT, jakie się dziś spotyka to:
1. osoby, bez względu na ich orientację seksualną, które swą działalnością zawodową lub amatorską działały wewnątrz środowiska LGBT. A więc członkowie organizacji LGBT lub działający na rzecz tych organizacji i środowiska (np. politycy, aktywiści, naukowcy);
2. twórcy literatury i innych dziedzin sztuki (bez względu na ich orientacje seksualne) o tematyce homoerotycznej lub zbliżonej do którejś z kategorii LGBT;
3. osoby, które były (są) LGBT (lesbijki, geje, biseksualiści, transgenderyczni) i albo same tak się publicznie określają (self-outed), albo w przypadku osób nieżyjących, gdy istnieją na to wiarygodne źródła.

Ze względu na zasady prywatności oraz istniejące dalej w wielu krajach prawne i obyczajowe ostracyzmy, w kategoriach tych i literaturze podmiotu często nie podaje się nazwisk osób, które same się publicznie nie określiły jako LGBT. Charakterystyczny jest przykład znanej gwiazdy Hollywood, Rocka Hudsona, który był portretowany jako amant heteroseksualny, podczas gdy jego autentyczna orientacja seksualna była skrzętnie ukrywana przed opnią publiczną. Dopiero ciężka choroba (AIDS) upubliczniła jego autentyczne życie i wykazała fałszerstwa zorganizowanej propagandy przemysłu filmowego USA. Olbrzymie zmiany światopoglądowe i rozwój tolerancji wobec rozmaitych mniejszości społecznych w ostatnich 20 latach spowodowały, że wiele tych ówczesnych tematów „tabu”, jest dziś powszechnie dyskutowana, a następcy Rocka Hudsona w Hollywood często sami publicznie ogłaszają swoją przynależność do społeczności LGBT (patrz: sekcja Linki zewnętrzne).
Unikanie upubliczniania orientacji seksualnej osób, które same tego nie zrobiły dotyczy głównie osób żyjących lub zmarłych w niezbyt odległej przeszłości. Stąd otwarcie publikuje się dziś prace i studia historyczno-badawcze na temat orientacji LGBT znanych osób nieżyjących od dawna. Za przykłady służyć tu mogą takie postacie, jak: Leonarda da Vinci, Michała Anioła, Wiliama Szekspira, a z bardziej współczesnych: Witolda Gombrowicza, Jerzego Zawieyskiego i Jerzego Andrzejewskiego. Nie wszyscy historycy zgadzają się z wynikami, a nawet podejmowaniem takich badań. Dla środowisk LGBT są one jednak niezwykle ważne ze względu na odzyskiwanie własnej tożsamości kulturowej i ciągłości historycznej. Często odwołania w badaniach historycznych, kulturowych do czasów antyku i legend mitycznych służy też odzyskiwaniu takiej ciągłości kulturowej. Postaciami często pojawiającymi się w twórczości artystycznej osób LGBT są m.in.: Aleksander Wielki, postacie legendarne, jak: Achilles i Patroklos, a nawet Gilgamesz i Enkidu oraz David.

## Organizacja życia społeczności
Przykładem współczesnej organizacji społeczności LGBT w dużych miastach jest powstawanie gay villages, czyli dzielnic gejowskich. Do najbardziej znanych należą: w Toronto w okolicach Church Street; w Nowym Jorku w pobliżu Greenwich Village; w Vancouverze tzw. West End; w San Francisco wokół Castro Street. Charakterystyczne dla tych rejonów jest wprowadzenie na stałe do krajobrazu miejskiego ikonografii gejowskiej w postaci publicznych znaków graficznych tj.: tęczowe flagi, bary, restauracje i kluby specyficznie przeznaczone dla klienteli LGBT, sklepy i inne punkty sprzedaży detalicznej i usług, które w swoich witrynach często afiszują się jako gay-friendly lub inne symbole graficzne związane ze społecznością LGBT. Na ulicach tych dzielnic jest zjawiskiem normalnym widok spacerujących par tej samej płci, obok par płci przeciwnej, nie jest rzadkością publiczne okazywanie uczuć.
Pod koniec XX w. jedną z najważniejszych form organizacji życia społeczności było zapoczątkowanie równouprawnienia par LGBT w prawie małżeńskim.

### Organizacje i ruch LGBT

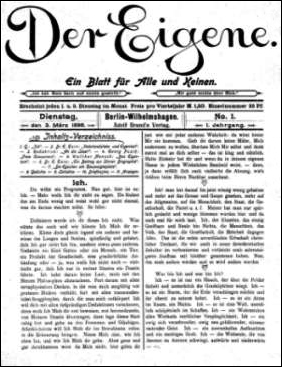
Der Eigene – pierwszy homoseksualny periodyk, 1896

Istotną częścią życia społeczności jest organizowanie się w grupy, związki i stowarzyszenia o charakterze lokalnym, krajowym i międzynarodowym. W początkowej fazie organizowania się społeczności LGBT były to organizacje o wyraźnym charakterze protestu politycznego wobec opresji organów państwowych i ogólnej niechęci społeczeństwa heteronormatywnego wobec nowopojawiającego się partnera społeczno-politycznego w dyskursie politycznym i kulturowym. Pierwszą organizacją LGBT na świecie było COC Nederland powstałe w Holandii w 1946, ale istotnym impulsem do powstania ruchu na rzecz osób LGBT i organizowania się społeczności LGBT na szerszą skalę były zamieszki Stonewall w Nowym Jorku w 1969 roku. Tuż po tym wydarzeniu powstał m.in. Gay Liberation Front, którego strony archiwalne podsumowują genezę Gay Liberation w ten sposób:

Przed Stonewall byliśmy określani przez religie jako grzesznicy, przez prawo jako kryminaliści, przez medycynę jako chorzy. Dopiero przez zapoczątkowanie gejowskiego ruchu wyzwolenia udało się nam połączyć, samookreślić i stworzyć opozycję wobec tych instytucji, które prześladowały nas przez wieki.

{{Cytat}} Linki zewnętrzne: "źródło".

W latach następnych powstał cały szereg najróżniejszych organizacji reprezentatywnych dla społeczności LGBT. Są wśród nich czysto profesjonalne, zrzeszające osoby o podobnym zawodzie (np. lekarze LGBT), stowarzyszenia oparte na zainteresowaniach i hobby (np. Medialny Program Sportowy LGBT) i aktywne na arenie politycznej (np. ogólnoamerykańska Federacja Równości (Equality Federation) czy Human Rights Campaign będąca political action committee).
W Polsce po odzyskaniu suwerenności w 1989 powstał szereg organizacji LGBT; pierwszą z nich był Warszawski Ruch Homoseksualny. W 2006 ukazała się książka Wolność, równość, odmienność. Nowe ruchy społeczne w Polsce początku XXI wieku Ireneusza Krzemińskiego opisująca polski ruch na rzecz osób LGBT.

## Krytyka i odpowiedź na krytykę
Społeczność LGBT jest krytykowana przez środowiska konserwatywne z powodu dążenia części z jej przedstawicieli do wprowadzenia związków małżeńskich osób tej samej płci, związków partnerskich i zrównania w Kodeksie karnym nawoływania do nienawiści ze względu na orientację pozostałymi przesłankami (m.in.: religia, narodowość). Dążenie do powyższych zmian w prawie i przekonywanie społeczeństwa do poparcia tych postulatów jest określane mianem "rewolucji społeczno-kulturowej" i jest postrzegane jako zagrożenie, szczególnie wśród przedstawicieli kościoła katolickiego. Przewodniczący Konferencji Episkopatu Polski Stanisław Gądecki napisał w oświadczeniu że

Osoby przynależące do środowisk tzw. mniejszości seksualnych są naszymi braćmi i siostrami, za których Chrystus oddał swoje życie i które również chce doprowadzić do zbawienia. Szacunek dla konkretnych osób nie może jednak prowadzić do akceptacji ideologii, która stawia sobie za cel przeprowadzenie rewolucji w zakresie społecznych obyczajów i międzyosobowych relacji".

Przedstawiciele społeczności LGBT w odpowiedzi wskazują, że zarzuty, że chcą oni narzucić wszystkim swój światopogląd, są oderwane od celów i haseł głoszonych przez organizacje walczące na rzecz praw osób LGBT, a publicyści związani z Kościołem katolickim przypisują organizacjom LGBT ukryte cele i złą wolę. Badania prowadzone przez antropologów wśród związków jednopłciowych wskazują, że nie mają one rewolucyjnego charakteru, o jakim piszą publicyści prawicowi.

### Krytyka terminu
Eleanor Formby twierdzi, że idea „społeczności LGBT” jest problematyczna, ponieważ przynależność do społeczności nie jest czymś pewnym tylko dlatego, że ludzie dzielą tożsamość płciową lub seksualną. Formby powołuje się na rozmówcę, który twierdził, że „koncepcja ta nie istnieje, jest to rodzaj wielkiego mitu – trochę jakby powiedzieć, że istnieje społeczność o brązowych oczach lub społeczność blondynów”. Według Formby’ego, badania pokazują, że wiele osób LGBT w ogóle nie ma poczucia istnienia realnej „społeczności LGBT”, ponieważ wciąż doświadczają dyskryminacji ze strony innych osób LGBT w związku z ich wiekiem, ciałem, niepełnosprawnością, pochodzeniem etnicznym, wiarą, statusem HIV lub postrzeganą klasą społeczną. Formby wyjaśnia, że nie sugeruje ona całkowitego porzucenia tego wyrażenia, ale że używanie sformułowania „osoby LGBT” byłoby w większości przypadków trafniejsze i nie groziłoby alienacją odczuwaną przez już (czasami) marginalizowaną grupę ludzi.
W 2012 r. badania przeprowadzone przez Sheffield Hallam University przeanalizowały ponad 600 odpowiedzi od osób LGBT, badając sformułowanie „społeczność LGBT”. Z wielu zebranych odpowiedzi wynika, że sporo osób czuło się wykluczonych, gdy używano tego wyrażenia, ponieważ nazwa ta sugeruje, że wszyscy należą do jednej wielkiej, homogenicznej grupy. Z badania wynika, że nie można mówić o istnieniu jednej społeczności LGBT, a raczej o wielu różnorodnych społecznościach. Jednak około 27% respondentów odpowiedziało, że nie czuje się częścią żadnej społeczności LGBT.